# قاري فصيح الدين
قاري فصيح الدين فطرت هو قائد عسكري أفغاني وهو القائد الحالي لجيش إمارة أفغانستان الإسلامية. وقياديٌ بارز في طالبان.